# Xie Yuxin
Xie Yuxin (en chino tradicional, 謝育新; en chino simplificado, 谢育新; pinyin, Xiè Yùxīn; jyutping, Che6 Yuk6 San1; Xingning, China; 12 de octubre de 1968) es un exfutbolista y entrenador de fútbol de China que jugaba en la posición de Centrocampista. Es conocido por ser el primer futbolista profesional del país.

## Carrera

### Club
| Periodo   | Club                 |
| --------- | -------------------- |
| 1987–1989 | FC Zwolle            |
| 1989–1992 | Team Guangdong       |
| 1993–1995 | Guangdong Winnerway  |
| 1996      | Guangzhou Matsunichi |
| 1997      | Guangdong Winnerway  |
| 1998–2001 | Shenyang Sealion     |
| 2002–2003 | Guangdong Mingfeng   |
| 2004      | Sinchi FC            |
| 2005      | AD Va Luen           |
| 2005      | Hunan Shoking        |

### Selección nacional
Jugó para China en 120 ocasiones entre 1988 y 2003 anotando 11 goles, siendo el más joven en debutar con la selección nacional a los 18 años. Participó en los Juegos Olímpicos de Seúl 1988, en dos ediciones de la Copa Asiática y en dos ediciones de los Juegos Asiáticos.

### Entrenador
| Periodo   | Club                                   |
| --------- | -------------------------------------- |
| 2004      | Sinchi FC                              |
| 2005      | Hunan Shoking                          |
| 2013–2016 | Guangzhou R&F                          |
| 2017      | Lhasa Urban Construction Investment FC |
| 2018      | Shaanxi Chang'an Athletic              |

## Vida personal
Su hijo Xie Weijun también es futbolista y juega en el Tianjin TEDA de la Super Liga China.